# ورزشگاه بنیتو ویامارین
ورزشگاه بنیتو ویامارین (به اسپانیایی: Estadio Benito Villamarín) ورزشگاهی در شهر سبیا در کشور اسپانیا است.
بازی‌های خانگی باشگاه فوتبال رئال بتیس در این ورزشگاه برگزار می‌شود. همچنین بخشی از بازی‌های جام جهانی فوتبال ۱۹۸۲ در این ورزشگاه برگزار شده‌است.